# Cetotherium
Cetotherium Brandt, 1873 (letteralmente, "belva balena") è un genere estinto di cetacei della famiglia Cetotheriidae.

La comparsa di questo genere viene fatta risalire all'Oligocene.

## Ritrovamento e descrizione
Fossili di Cetotherium sono stati rinvenuti in varie località d'Europa, in Russia ed in Nord America.

Cetotherium è stato forse uno dei mammiferi marini preistorici più simili agli odierni misticeti, ovvero le grandi balenottere provviste di fanoni. Era un animale dal corpo lungo sui 5 metri, con una massa stimata di circa 2 tonnellate e che si nutriva di plancton e microorganismi marini. Questo cetaceo possedeva fanoni più corti di quelli dei misticeti moderni. Inoltre, non si conosce attualmente la forma dello sfiatatoio (singolo o doppio).
Il record fossilifero ha mostrato che Cetotherium era predato da grandi squali come Carcharodon megalodon. Anche l'odontoceto predatore Livyatan melvillei poteva rappresentare una minaccia per questa piccola balena.

## Tassonomia
I Cetotheriidae sono stati suddivisi in due sottogruppi, uno dei quali include Cetotherium. Da un punto di vista evoluzionistico, queste balene condividono alcuni caratteri con i membri delle odierne famiglie Balaenopteridae e Eschrichtiidae.

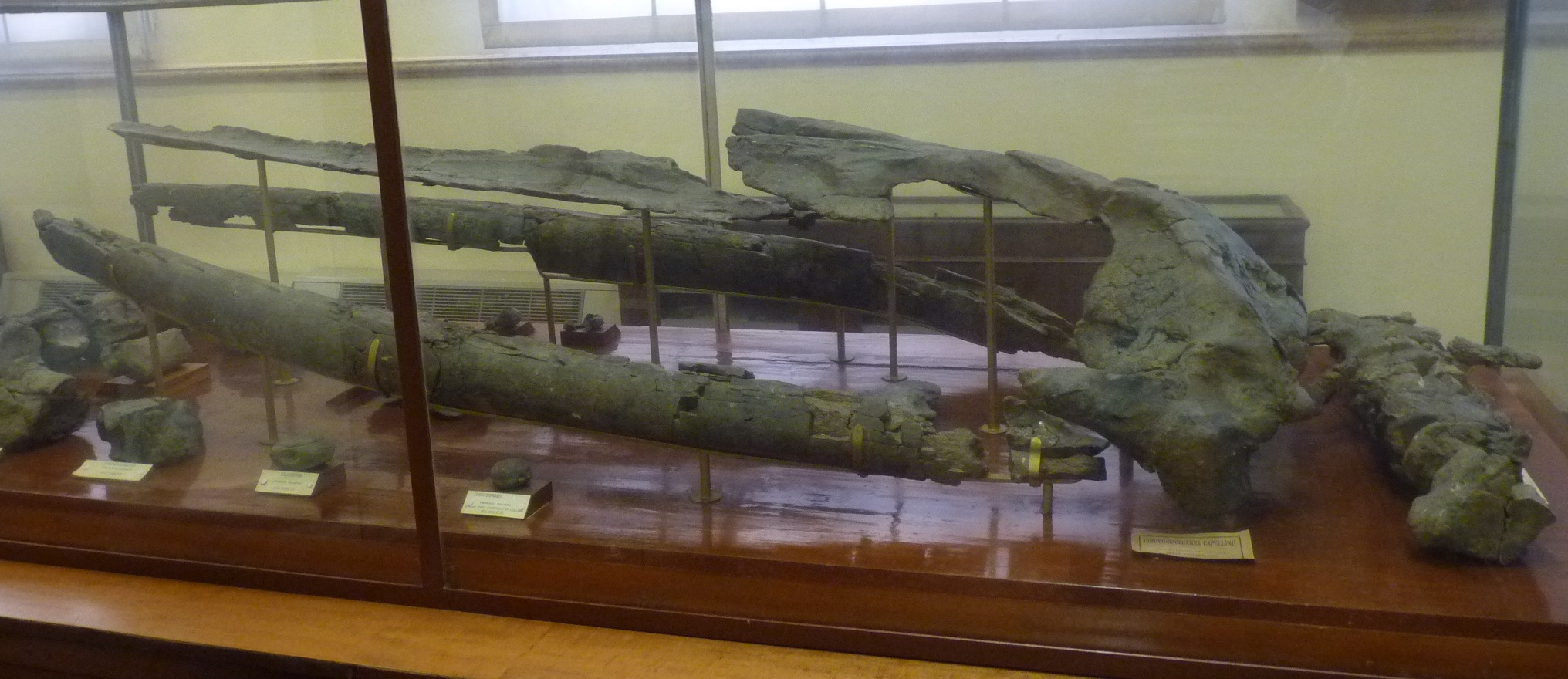
Cranio di C. capellinii

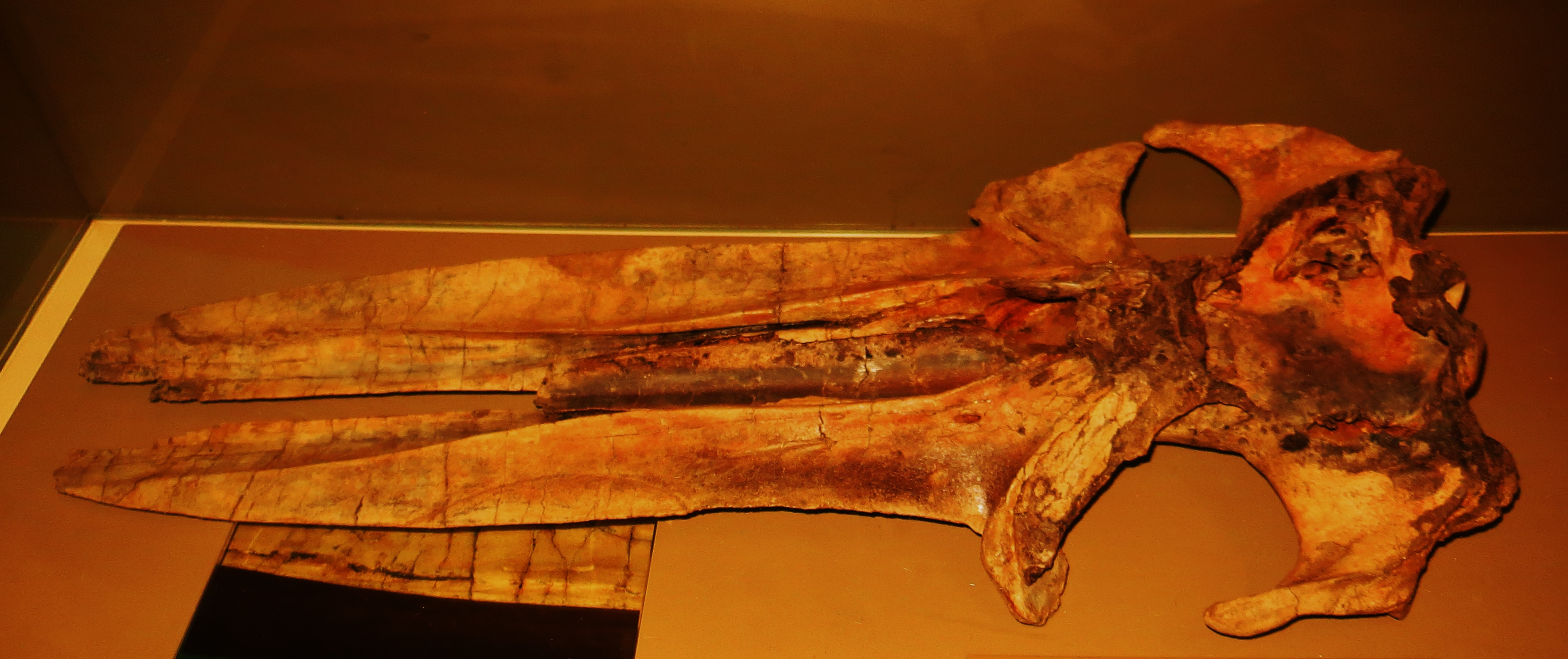
Cranio di Cetotherium

Attualmente sono note svariate specie di Cetotherium:
†C. rathkei Brandt, 1843

†C. riabinini Hofstein, 1948